# Cercococcyx
Cercococcyx é um género de cucos da família Cuculidae.
Este género contém as seguintes espécies:
- Cercococcyx mechowi
- Cercococcyx montanus
- Cercococcyx olivinus